# Norbert Sachser

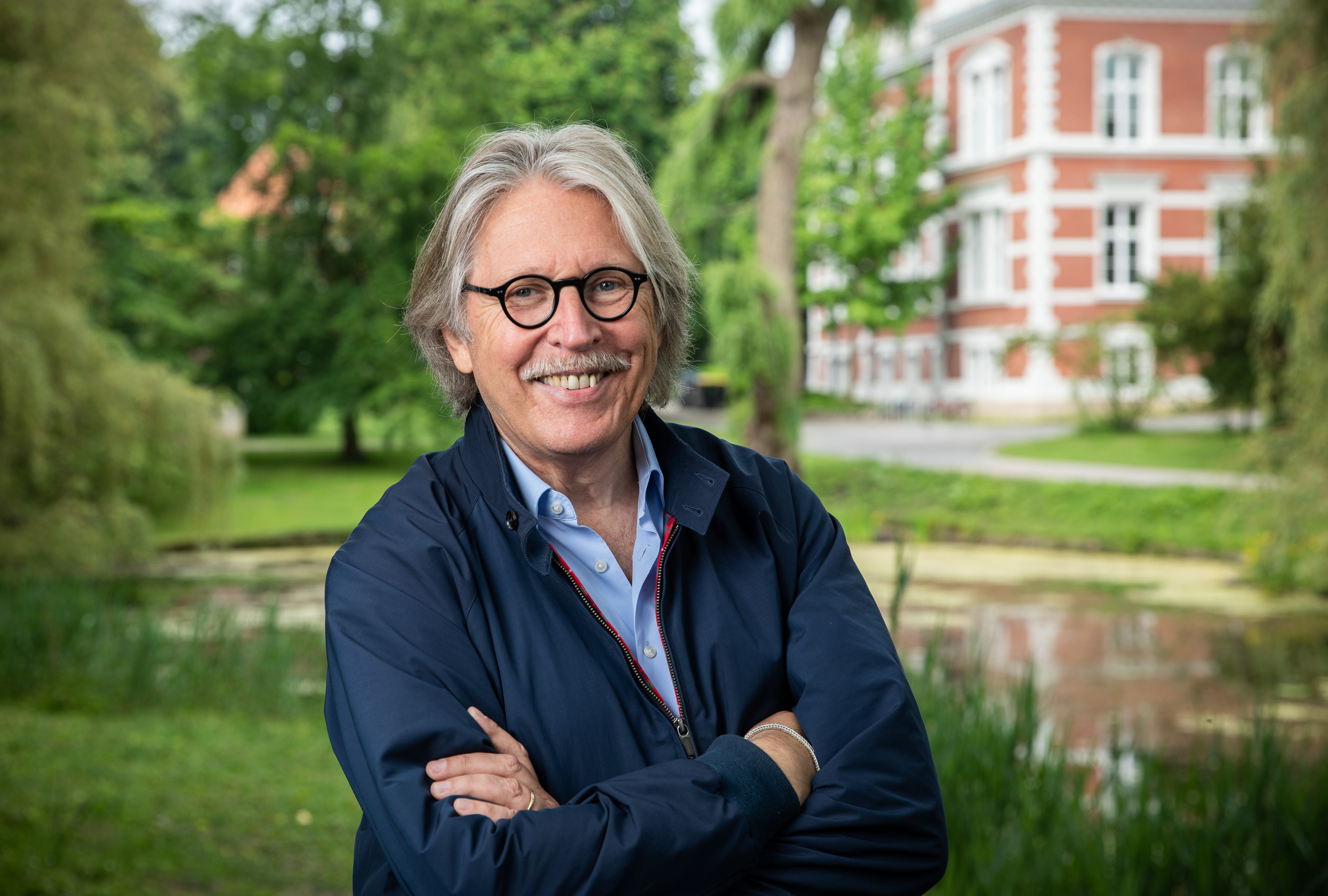
Norbert Sachser (2021)

Norbert Sachser (* 29. August 1954 in Enger) ist ein deutscher Verhaltensforscher, Biologe, Hochschullehrer und Wissenschaftskommunikator. Der zeitweilige Präsident der Ethologischen Gesellschaft (1999–2002) gilt als ein Wegbereiter der deutschen Verhaltensbiologie. Sein 2018 erschienenes Sachbuch „Der Mensch im Tier“ wurde zum Bestseller und u. a. ins Englische, Russische und Koreanische übersetzt.

## Leben
Sachser studierte Biologie, Chemie und Soziologie an der Universität Bielefeld. 1980–1982 bekam er ein Doktorats-Stipendium der Studienstiftung des Deutschen Volkes. Er wurde 1984 promoviert am dortigen Institut für Verhaltensphysiologie unter Klaus Immelmann. Neun Jahre war er wissenschaftlicher Mitarbeiter in Forschung und Lehre am Institut für zoologische Physiologie der Universität Bayreuth, wo er 1992 auch habilitierte. Einen Ruf auf die Professur für Zoologie und Verhaltensbiologie der Universität Münster 1993 nahm er an. Die Berufung auf eine Professur für Verhaltensökologie der Universität Hamburg 2002 lehnte er dagegen ab. Von 1994 bis 2020 leitete er das Institut für Verhaltensbiologie an der Universität Münster, das sich in dieser Zeit zu einer der international renommiertesten Forschungs- und Ausbildungsstätten der Verhaltensbiologie entwickelte. Seit 2020 ist er als Seniorprofessor an der Universität Münster tätig.
1994–1999 war Sachser im Vorstand der Deutschen Zoologischen Gesellschaft. Seit 1997 bis in die Gegenwart ist er Mitherausgeber der Fachzeitschriften Physiology & Behavior und Hormones & Behavior. In den Jahren 1997–1998 war er Vizepräsident und 1999–2002 Vorsitzender der Ethologischen Gesellschaft. Er war Gründungsmitglied des Tierwohl-Komitees der Deutschen Landwirtschafts-Gesellschaft und Initiator der Sektion Verhaltensbiologie in der Deutschen Zoologischen Gesellschaft. Im Jahr 2002 organisierten Sachser und sein Team die First European Conference on Behavioural Biology in Münster, die fortan in zweijährlichem Turnus in Europa stattfindet. 2005 gründete er zusammen mit Kollegen aus den Fachbereichen Medizin und Psychologie das Otto-Creutzfeldt-Center for Cognitive and Behavioral Neuroscience. Sachser war Dekan der Fakultät Biologie, langjähriges Mitglied im Senat und sitzt seit 2008 im Forschungsbeirat der Universität Münster.

## Ehrungen
Im Jahr 2012 ernannte die Ethologische Gesellschaft Norbert Sachser zum Ehrenmitglied. Für seine Verdienste im Bereich der Wissenschafts-Kommunikation zeichnete die Universitätsgesellschaft Münster Sachser 2019 mit dem „wissen.kommuniziert“-Sonderpreis aus.

## Schwerpunkte der Forschungsinteressen
Sachsers Forschungsgruppe widmet sich hauptsächlich der Grundlagenforschung. Im Kern geht es darum, Ursachen und Folgen des Verhaltens von Säugetieren zu entschlüsseln. Dabei nennt er selbst drei Schwerpunktbereiche:
1. Stress, dessen Vermeidung und Wohlbefinden;
2. Evolution und Entwicklung sozialen Verhaltens;
3. die Rolle von Genen, Umwelt und deren Zusammenspiel bei der Kontrolle des emotionalen, kognitiven und sozialen Verhaltens.

Des Weiteren zeigt er sich interessiert an interdisziplinärem Diskurs mit Geisteswissenschaften und Sozialwissenschaften.
In den letzten Jahren ist es Norbert Sachser ein besonderes Anliegen, verhaltensbiologisches Wissen in die Gesellschaft zu transferieren, um so die Beziehung von Mensch, Tier und Natur nachhaltig zu verbessern.

## Schülerinnen und Schüler
Zu Norbert Sachsers Schülerinnen und Schülern zählen u. a. der Tierfilmer Christian Baumeister, der Theologe und Biologe Rainer Hagencord, die Betreiber der Online Plattform ETHOlogisch - Verhalten verstehen, Niklas Kästner und Tobias Zimmermann sowie die Professorinnen und Professoren Sylvia Kaiser, Lars Lewejohann, Simone Pika, Sophie Helene Richter und Chadi Touma.

## Schriften
Monographien
- Sozialphysiologische Untersuchungen an Hausmeerschweinchen. Parey, Berlin 1994, ISBN 3-489-58316-7.

Ausgewählte Forschungsbeiträge
- mit T.D. Zimmermann, M. B. Hennessy und S. Kaiser: Sensitive phases in the development of rodent social behavior. In: Current Opinion in Behavioral Sciences. 36, 2020, S. 63–70. doi:10.1016/j.cobeha.2020.07.014
- mit M. B. Hennessy und S. Kaiser: The adaptive shaping of social behavioural phenotypes during adolescence. In: Biology Letters. 14, 2018, 20180536. doi:10.1098/rsbl.2018.0536
- mit S. Kaiser und M. B. Hennessy: Behavioural profiles are shaped by social experience: When, how and why. In: Philosophical Transactions of the Royal Society B. 368, 2013, 20120344. doi:10.1098/rstb.2012.0344
- mit J. Freund, A.M. Brandmaier, L. Lewejohann und anderen: Emergence of individuality in genetically identical mice. In: Science. 340 (6133), 2013, S. 756–759. doi:10.1126/science.1235294
- mit O. Adrian: Diversity of social and mating systems in cavies: a review. In: Journal of Mammalogy. 92, 2011, S. 39–53. doi:10.1644/09-MAMM-S-405.1
- mit M. B. Hennessy und S. Kaiser: Adaptive modulation of behavioural profiles by social stress during early phases of life and adolescence. In: Neuroscience and Biobehavioral Reviews. 35 (7), 2010, S. 1518–1533. doi:10.1016/j.neubiorev.2010.09.002
- mit M. B. Hennessy und S. Kaiser: Social buffering of the stress response: diversity, mechanisms, and functions. In: Frontiers in Neuroendocrinology. 30 (4), 2009, S. 470–482. doi:10.1016/j.physbeh.2007.12.005
- mit M.L. Glocker, D.D. Langleben, K. Ruparel und anderen: Baby Schema in Infant Faces Induces Cuteness Perception and Motivation for Caretaking in Adults. In: Ethology. 115 (3), 2009, S. 257–263. doi:10.1111/j.1439-0310.2008.01603.x
- mit S. Kaiser: The effects of prenatal social stress on behaviour: mechanisms and function. In: Neuroscience and Biobehavioral Reviews. 29, 2005, S. 283–294. doi:10.1016/j.neubiorev.2004.09.015

Herausgeberschaft
- mit Klaus Müller: Theology Meets Biology: Anthropological Perspectives on Animals and Human Beings. Pustet, Regensburg 2008, ISBN 978-3-7917-2099-9.
- mit Tobias Zimmermann, Niklas Kästner: Das unterschätzte Tier. Was wir heute über Tiere wissen und im Umgang mit ihnen besser machen müssen. Rowohlt, Hamburg 2022, ISBN 978-3-498-06090-9.

Sachbücher
- Der Mensch im Tier. Rowohlt, Reinbek bei Hamburg 2018, ISBN 978-3-498-06090-9.